# Diocese de Tacámbaro
A Diocese de Tacámbaro (em latim: Dioecesis Tacambarensis) é uma diocese da Igreja Católica localizada no município de Tacámbaro, no estado de Michoacán, pertencente a Arquidiocese de Morelia no México. Foi fundada em 26 de julho de 1913 pelo Papa Pio X. Com uma população católica de 317.729 habitantes, sendo 93,2% da população total, possui 42 paróquias com dados de 2021.

## História
Em 26 de julho de 1913 o Papa Pio X cria a Diocese de Tacámbaro através dos territórios da Arquidiocese de Michoacán e da Diocese de Zamora. Em 1953 a Diocese de Tacámbaro perde território para a Diocese de Colima. Em 1962 a Diocese de Tacámbaro juntamente com a Diocese de Colima perdem território para a formação da Diocese de Apatzingán. Em 1964 a Diocese de Tacámbaro, Diocese de Acapulco, Diocese de Chilapa e a Diocese de Toluca perde território para a formação da Diocese de Ciudad Altamirano. Em 1965 a Diocese de Tacámbaro ganha parte do território da Arquidiocese de Morelia. Em 1972 a diocese ganha novamente parte do território da Arquidiocese de Morelia. Em 1987 a diocese de Diocese de Tacámbaro perde parte do território para a Arquidiocese de Morelia.

## Lista de bispos
A seguir uma lista de bispos desde a criação da diocese em 1913.
|                | Nome                              | Período     | Notas                              |
| Bispos         | Bispos                            | Bispos      | Bispos                             |
| -------------- | --------------------------------- | ----------- | ---------------------------------- |
| 9º             | Juan Carlos Arcq Guzmán           | 2024-       | Atual                              |
| 8º             | Gerardo Díaz Vázquez              | 2014 - 2023 | Nomeado bispo de Colima            |
| 7º             | José Luis Castro Medellín, M.S.F. | 2002 - 2014 |                                    |
| 6º             | Rogelio Cabrera López             | 1996 - 2001 | Nomeado bispo de Tapachula         |
| 5º             | Alberto Suárez Inda               | 1985 - 1995 | Nomeado arcebispo de Morelia       |
| 4º             | Luis Morales Reyes                | 1979 - 1985 | Nomeado bispo coadjutor de Torreón |
| 3º             | José Abraham Martínez Betancourt  | 1940 - 1979 |                                    |
| 2º             | Manuel Pío López Estrada          | 1934 - 1939 | Nomeado bispo de Veracruz          |
| 1º             | Leopoldo Lara y Torres            | 1920 - 1933 |                                    |
| Bispo auxiliar |                                   |             |                                    |
|                | Luis Morales Reyes                | 1976 - 1979 | Nomeado bispo dessa diocese        |